# Берген (Нью-Йорк)
Берген (англ. Bergen) — місто (англ. town) в США, в окрузі Дженесі штату Нью-Йорк. Населення — 3120 осіб (2010).

## Демографія
Згідно з переписом 2010 року, у місті мешкало 3120 осіб у 1207 домогосподарствах у складі 862 родин. Було 1293 помешкання
Расовий склад населення:
| - 97,2 % — білих - 0,6 % — чорних або афроамериканців - 0,6 % — азіатів - 0,1 % — корінних американців |

До двох чи більше рас належало 1,3 %. Частка іспаномовних становила 1,6 % від усіх жителів.
За віковим діапазоном населення розподілялося таким чином: 23,4 % — особи молодші 18 років, 61,4 % — особи у віці 18—64 років, 15,2 % — особи у віці 65 років та старші. Медіана віку мешканця становила 42,8 року. На 100 осіб жіночої статі у місті припадало 98,7 чоловіків;  на 100 жінок у віці від 18 років та старших — 98,3 чоловіків також старших 18 років.
Середній дохід на одне домашнє господарство  становив 61 551 долар США (медіана — 45 735), а середній дохід на одну сім'ю — 71 118 доларів (медіана — 58 750). Медіана доходів становила 47 222 долари для чоловіків та 43 636 доларів для жінок. За межею бідності перебувало 13,9 % осіб, у тому числі 12,9 % дітей у віці до 18 років та 13,0 % осіб у віці 65 років та старших.
Цивільне працевлаштоване населення становило 1377 осіб. Основні галузі зайнятості: освіта, охорона здоров'я та соціальна допомога — 26,6 %, виробництво — 16,6 %, роздрібна торгівля — 13,4 %.